# Вранкен, Петрус Мария

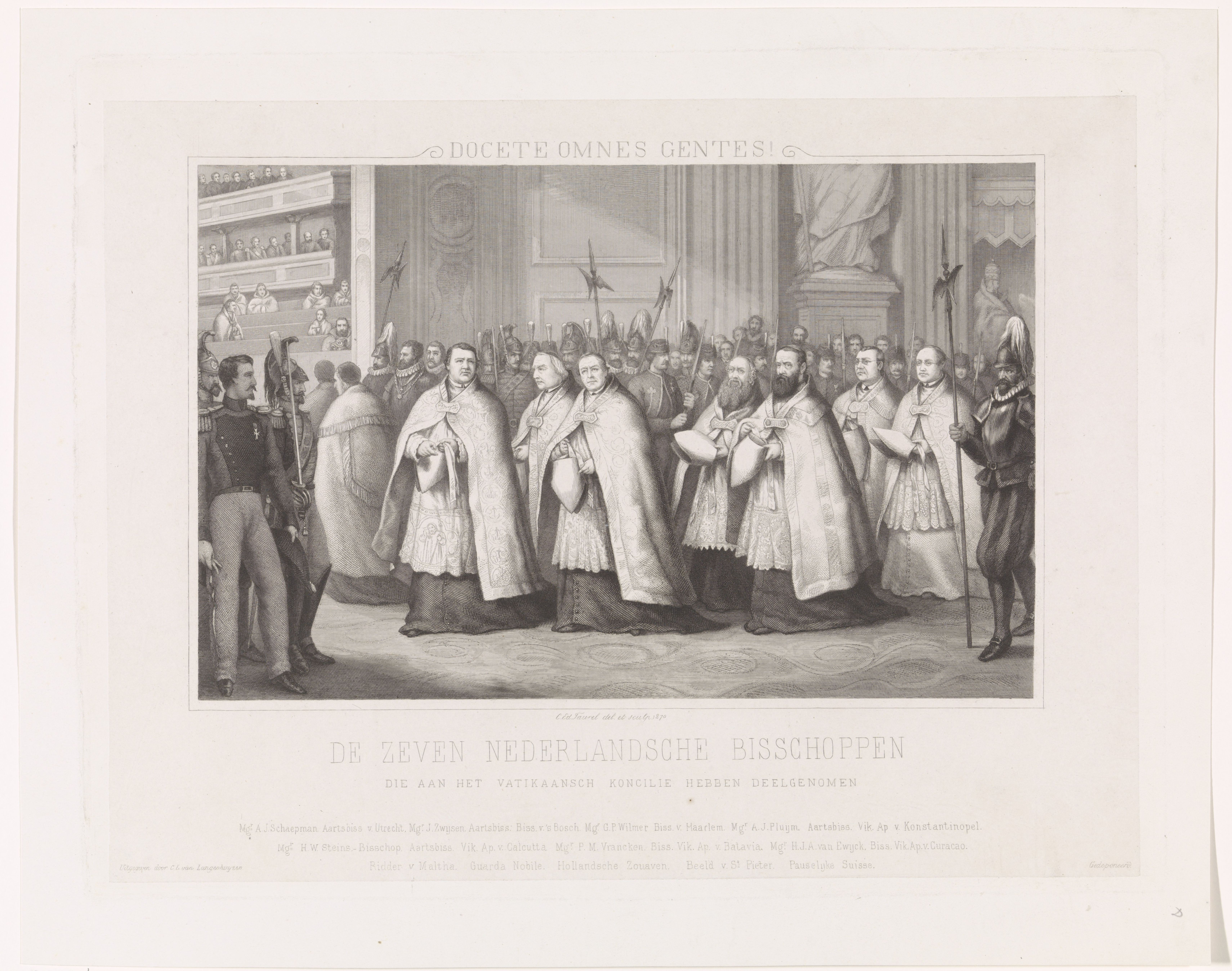
Епископы из Голландии на Первом Ватиканском соборе. Петрус Мария Вранкен второй сзади.

Петрус Мария Вранкен (нидерл. Petrus Maria Vrancken, 8 ноября 1806 года, Montenaeken, Нидерланды – 17 августа 1879 года, Хассельт, Бельгия) — католический прелат, второй апостольский викарий Батавии с 4 июня 1847 года по 28 мая 1874 года. 

## Биография
После получения богословского и философского образования был рукоположен 13 июня 1829 года в священники. 
4 июня 1847 года Пий IX назначил его титулярным епископом Колофона и вспомогательным епископом апостольского викариата Батавии. 15 августа 1847 года состоялось его рукоположение в епископы, которое совершил титулярный епископ Хирина и апостольским викарием Лимбурга Йоганнес Августин Паредис в сослужении с титулярным епископом Куриума Корнелием Людовиком ван Векерслотт ван Салквиком и титулярным епископом Адраны и апостольским викарием Бреды Антонием ван Диком. 
После смерти Якобуса Гроофа назначен 19 апреля 1852 года ординарием апостольского викариата Батавии. 
Занимался миссионерской и благотворительной деятельностью. Основал сиротский приют «Dana Bantuan Santo Vincentius a Paulo di Batavia» в Батавии, несколько начальных учебных заведений. Несколько раз ездил в Нидерланды на лечение. В 1874 году, будучи в Европе, из-за состояния здоровья подал в отставку. 16 июня 1874 года был возведён в титулярного архиепископа Анталии Памфилийской.
Участвовал в работе Первого Ватиканского Собора.
Умер в августе 1879 года в Хассельте, Бельгия. 